# Second Life
Second Life（セカンドライフ）は、3DCGで構成されたインターネットを利用したメタバース（仮想世界）である。運営はウォーターフィールド（Waterfield）社傘下のリンデン・リサーチ社（Linden Research,Inc）（アメリカ合衆国サンフランシスコ）、通称「リンデン・ラボ（Linden Lab）」が行っている。

## 概要
デジタルコンテンツの制作
アバター、景観、建物、ファッションからありとあらゆるものがユーザーが制作することができる。それらを譲渡や販売が可能。
コミュニケーション
アバターと文字チャット、音声チャット、アニメーションなど表現することが可能。コンサート、各種ショー、セミナー、研究集会まで実に多くのイベントが催されている。
社会活動シミュレーション
このほかユーザーはさまざまな社会活動に個人レベルからでも挑戦し体験でき、場合によっては仮想世界又はオンライン環境ならではの新しいビジネスを始めることも可能。カフェやダンス系クラブを営業して住民と交流したり、自分が作ったコンテンツを販売したり、ライブハウスで自分の演奏やダンスを発表したり、自分の特技や夢を生かした教室を開いたり、画廊、博物館、テーマパーク、ショッピングモールを運営したり、コミュニティ放送局、障がい者支援活動などさまざまな活動やビジネスが営まれている。
上記のような活動で得たセカンドライフ内の仮想通貨は、現実通貨に換金することもできる。
オンラインゲームとみなされることが多いが、通常のMMOと異なり、経験値を貯めたり、運営会社が定めた特定の目的を達成する必要はない。規約に違反しないかぎり何をするのも自由な世界である（迷惑行為や不法行為などは規約違反）。

## 運営・システム
10周年にあたる2013年6月にリンデンラボが発表した資料によると、毎月1回以上アクセスするユーザーは100万人以上（2014年6月現在、100万人を若干下回る水準にある）、毎月の新規登録は約40万人、バーチャル商品の一日の取引額は120万ドル、セカンドライフがスタートして以来10年間の取引額は32億ドルという。
リージョン数、メインランドの空地／売地等の推移は、サードパーティが公表を継続している（Second Life Grid Survey - Region Database）。これによると、2008年のピーク後、リージョン数が減少したのち漸減傾向が続いており、2015年1月現在のリージョン数はピーク時の約8割である。これにはメインランドの空地も含まれている。
これ以上詳細な経済指標は、2011年10月を最後として公表されなくなった。2009年末時点で、同時ログインユーザー数は最大6～7万人、一週間あたりのログインユーザー数は40万～60万人程度である。2009年第1四半期時点で、日本の月間アクティブユーザー数は23,000人である。この数字はリンデンラボの自称である。

### ユーザー層
| 国       | ユーザ比率(%) | 平均利用時間(h/月) |
| -------- | ------------- | ------------------ |
| アメリカ | 34.96         | 55.82              |
| ドイツ   | 8.24          | 62.39              |
| イギリス | 7.58          | 43.92              |
| 日本     | 5.65          | 66.57              |
| ブラジル | 5.57          | 30.49              |
| フランス | 5.15          | 57.08              |
| イタリア | 4.39          | 48.10              |
| オランダ | 3.19          | 66.59              |
| カナダ   | 3.18          | 57.33              |
| スペイン | 2.92          | 55.91              |

2008年1月時点でのアクティブユーザー数比率（上位10か国）および利用時間。日本は他国に比べて利用時間が長い傾向にある。
| 年齢         | ユーザ比率(%) | 平均利用時間(h/月) |
| ------------ | ------------- | ------------------ |
| 13～17歳 (*) | 0.96          | 25.03              |
| 18～24歳     | 24.50         | 34.24              |
| 25～34歳     | 35.43         | 50.55              |
| 35～44歳     | 23.35         | 62.36              |
| 45歳以上     | 15.25         | 68.45              |
| 不明         | 0.51          | 45.73              |

2008年1月時点でのアクティブユーザー数比率および利用時間。年齢層が高くなるにつれて利用時間は長くなる傾向にある。(*) は Teen Grid。
| 性別 | ユーザ比率(%) | 平均利用時間(h/月) |
| ---- | ------------- | ------------------ |
| 男   | 78.11         | 18.00              |
| 女   | 21.89         | 34.63              |

2008年1月時点でのユーザー数比率および利用時間。女性ユーザーは全体の 1/4 強だが、平均利用時間は男性の約2倍となっているため、実質の男女比としては6：4～5：5とほぼ半数である。

### アカウント
ベーシックアカウント（無料）とプレミアムアカウント（有料）の2種類がある。アカウントを取得するには、公式サイトにある登録ページで希望するアカウント名（ユーザー名、Username）および本名などの個人情報を入力し、登録する。公式サイト以外に、提携サイトの登録ページから登録することもできる。
現在、作成されるアカウント名は英数字を組み合わせた一続きの文字列である。2009年頃までは、作成されたアカウント名は名前と姓からなっていて、うち姓は決められた一覧から選択する方式であった。2009年末時点で姓は数千種類以上あったが、登録時に選択できるのはその一部に限られていた。US$500/年の Custom Surname というサービスで独自の姓を作成する事もできた。既に存在するアカウント名は登録できないため、同姓同名のアカウントは存在しない。また、いったん登録したアカウント名は変更できない。登録時の個人情報もメールアドレス以外は原則として変更できない。
2010年より、アカウント名以外に、表示名（Display name）を任意に付けることができ、表示名は週1回変更することも可能になった。
ベーシックアカウント
トラブルサポートに関しては、アカウント作成及びログイン、金銭関係の事例しか対象にならない。L$が自動で手に入ることがないので、L$を手に入れるにはリンデンラボから購入するか、他のユーザーから受け取るしかない。リアルマネーとの換金業務を行うユーザーとの取引が可能である。また、メインランドの土地を所有することができない（賃貸は可能）。
プレミアムアカウント
メインランドの土地の所有権付与・毎週一定額のL$（小遣い）の受給・SL内外でのサポートが行われる。2009年末時点での料金は月額 US$9.95 だが、年払いにした場合は月あたり US$6.0 に割り引かれる。小遣いは毎週 L$300 支払われる。2008年1月時点でのプレミアムアカウント数は92,096人である。

### アバター
ユーザーは仮想空間内で人型をベースとしたアバターとして表示される基本設定が用意されている。ロボットや人形や動物や巨人や小人やぬいぐるみや妖精から幽霊にいたるまで、想像可能なありとあらゆるアバターを作成可能である。
システム上、アバターの経験値やレベルといった概念は無い。プロフィール画面にはアカウント作成日が表示される。
アバターの容姿は任意のタイミングで変更できる。基本的な標準の人型アバターの容姿のカスタマイズ項目は、「シェイプ」「スキン」「髪」「眼」「服」に大別でき、様々な設定項目によってダイナミックな変更が可能である。
アバターには男女いずれかの性別を設定する。性別は任意のタイミングで変更できる。

服類、体のパーツ、アクセサリーを購入や自作するなどして装着することで、スタイルをより大きく変えることができる。

### コミュニケーション
ユーザー間のコミュニケーションには以下のような手段がある。
- テキストチャット - アバターの周囲に発言する。
- インスタント・メッセージ(IM) - 会話に参加しているアバター同士のチャット。距離は問わない。受信者がオフラインの場合でも送信できる。
- ボイスチャット - 音声で会話する。
- ジェスチャー - アバターに指定したテキスト、アニメーション、音を組み合わせた表現ができる。
- グループ - 同じ目的や考えなどを持った者同士が利用する。土地を共同利用できたり、グループ専用チャットを使える等の利点がある。
- 結婚 - アバターのプロフィールに配偶者名が表示されるのみ。

### コミュニティスタンダード
コミュニティースタンダードは、すべてのユーザーの尊敬、平和、楽しい体験を促進するためにつくられた基本的な決まりです。
1. 差別 - 人種、民族、性別、宗教、性的指向などに軽蔑的または中傷的な言葉や画像の使用は禁止
2. 嫌がらせ- 不快感を与える、威嚇する、脅迫する行為の禁止
3. 暴力 - 威嚇行為や、繰り返し撃ったり押したりするなどのいじめ行為の禁止
4. 対人距離 - 相手が不快に思う距離や行為の禁止
5. 不適切なコンテンツ - コンテンツガイドラインに反するコンテンツの禁止、アダルトと指定されない地域でのアダルト行為の禁止[16]
6. 開示 - 会話内容、性別、宗教、年齢、婚姻状況、人種、性的指向、別のアカウント名などの同意がない情報の共有の禁止
7. 平和を乱す行為 - 多くの人を妨害する行為全般の禁止
8. なりすまし - 別のユーザーのなりすまし、別のユーザーのIDの盗用の禁止

利用規約に、ギャンブルの禁止、子供に似たアバターでの性的な使用またそれに関すること禁止。

## 仮想世界の地理と自然法則

### 天文
セカンドライフの世界には時差がなく、太陽の南中高度は、どの地域においても季節にかかわらず、90度で一定している。世界中どこでも同じ時刻に太陽が真東から昇り、真上を通過し、真西に沈む。
デイサイクルのデフォルト設定は4時間であるが、うち昼間は3時間、夜間は1時間である。太陽と満月が交互に周回し、天球の星は動かない。

### 地理
運営の管理するメインランドと、ユーザの管理するプライベートアイランドに大別出来る。最大分割面積は256m x 256mで、この区画一つの単位をリージョンと呼ぶ。
2014年現在で24の大陸が存在する（30以上のリージョンを含むものを大陸と定義）。

### 自然環境と物理
潮汐による海水準の変化はない。
風の場は時々刻々変化するが、鉛直方向の変化はない。2次元非圧縮性粘性流体計算がリアルタイムで行われている。
セカンドライフには物理エンジンHavokが組み込まれており、地上においてニュートン力学はこの世界でもおおむね成り立ち、通常の実験条件においては現実世界と同じ結果が得られる。また、形状にかかわらず空気抵抗を受けないが、サーバーの特性による落下速度の上限がある。

## 文化

### 娯楽

#### コンサート、DJ 、Live
コンサートや DJ を行うにはいくつか方法がある。
土地のストリーミング配信機能を使う
演奏者は SHOUTcast などのストリーミング用ソフトウェアで配信する。観客は土地のストリーミングチャネルで聴く。最も盛んに行われている方法。
ボイスチャット機能を使う
最も手軽な方法だが、ほとんど使われていない。
あらかじめアップロードしたサウンドを使う
音源を三次元的に配置できるが、リアルタイムに音を伝えることには向かないため、コンサートではあまり用いられない。
SIM に同時に滞在できる人数が限られるため、コンサートに限らず、数十人以上の大規模の集会は難しく、会場を幾つかのSIMに分散して負荷を下げるといった工夫がとられることがある。

#### ファッション
メンズ、レディス問わず多くの服やアクセサリ等を有料・無料で入手できるほか、ユーザーが作ったりお店を構えて販売することもできる。衣服類のリアルな再現度には3DCGとしての限界があるものの、コーディネイトを楽しむための選択肢は非常に幅広い。

#### 乗物
各種の自動車、飛行機、気球、ヨット、豪華客船、潜水艦、地底戦車、宇宙船、空飛ぶ絨毯、シャボン玉、テレポートマシンなどを、有料・無料で入手できるほか、自分で作ったり販売もできる。風向きや強さを計算して進むヨットなどの物理的なシミュレーションの完成度は高く、それぞれの乗り物のレース・イベントがユーザー主催で開催されている。
ただし、SIMの境界をまたぐ時には乗り物のメッシュデータやスクリプトの読み込み遅延（サーバー間のデータを受け渡すタイムラグ）や、SIMの設定の違いによって不具合が起こりやすく、メッシュ製を避け、スクリプトを最小限とする必要がある。セカンドライフで広く行われているヨットレースではコースが多くのシムにまたがっているのが普通であり、スカルプ製の艇体が使われている。

#### 戦闘
ダメージ判定を有効にした土地では、アバターにライフゲージが設定される。その土地で弾丸などがアバターに当たるとライフが減少し、ゼロまで減ると死亡（ホームの土地まで飛ばされるペナルティ）となる。セカンドライフにあらかじめ備えられている戦闘システム（LLCS：Linden Lab Combat System）を利用したコンバットエリアが各種存在する。

#### 観光
現実世界の観光名所を再現したり、美しい景観を楽しめるよう工夫された土地が各種存在する。
色々な SIM を楽しむためのテクニックとして、WindLightがある。WindLightは光の強さや色合い、空の色合い、靄の深さなど風景の見え方をさまざまに変えるもので、SIM オーナーは自分の SIM の空と海の見え方を自分で設定できる。訪問者は通常は SIM オーナーが設定したセッティングのままで楽しむが、フォトグラファーたちは自分で環境セッティングを変更することができる。

#### ロールプレイング
SF、ファンタジー、過去の世界の土地・建築物を再現し、景観や、世界観に応じたコミュニケーションを楽しむというもの。スタートレック、スター・ウォーズ・シリーズ、砂の惑星、Final Fantasy、ヴァンパイア、ハリーポッター、忍者村、クーロンズゲート、インスマス、ブレードランナー、核戦争後の廃墟、不思議の国のアリス、進撃の巨人などの世界がある（行き先ガイドのRole-playing Communities、Adventure & Fantasyを参照）。

#### ギャンブル
有料スロットマシーンなどを使った賭博は2007年7月以降禁止されたが、ビンゴゲームの亜種であるZyngoゲーム機を並べた遊戯施設（事実上のカジノ）がそれ以降も多数存在する。しかしそれも徐々に縮小されてきている。

#### ナイト・ライフ
現実世界のそれを模したホストクラブ、遊郭、スナック、ナイトクラブ、コスプレ喫茶などが多種存在する。風俗的な要素を取り扱っている訳ではなく、あくまでそれらを模したものであることが多い。学術目的で公開されたセカンドライフの中にある、成人向けの息抜きの場・憩いの場、または、前衛的な芸術の発表の場所と考えられている。
少し進んだものに、ヌーディストビーチやヌーディスト・クラブなどもある。多少の猥褻性を含むもの、基本的に開放感を促すものである。ここまではModerate（旧Mature)リージョンに属する。また、BDSMと呼ばれる主従関係を求める者たちが集まる場所もあるが、Adultリージョンのみに制限されている。

#### 性風俗業
2014年現在、ストリップクラブ、売春、その他性的な出会いの場所は、アダルト地域内で完結していれば法律的には問題なく、リンデンラボも存在を認めているため、性的なサービスの提供や販売が同地域内で広く行われている。その他の地域では、自分の区画内でのアバター同士の行為を区画外から見えなくするオプション設定が一般に定着したこともあって、性的な行為が住民の目に触れる機会はほとんどなくなっている。

## 経済

### 通貨 (L$)
セカンドライフ内の経済活動にはLinden Dollar（リンデンドル・L$）という仮想通貨が使われる。L$ をアメリカ合衆国ドル(US$)などの現実通貨に換金すること（リアルマネートレーディング）が公認されている。2009年末時点での L$ 発行残高は L$73億余り (約2,800万米ドル相当) である。
リンデンラボは、ユーザー間の L$ 売買を仲介する為に LindeX（リンデックス）という為替市場を公式サイト上に設けている。ここでの相場が L$ の公式為替レートとされる。2009年末時点での平均的なレートは L$262/US$ 前後、一日あたりの取引高は L$70,000,000～L$90,000,000 程度である。為替レートに大きな変動があった時には売買中止の可能性があることを利用規約で明記している。

#### L$ を入手する方法
リンデンラボから直接購入
登録したクレジットカード、あるいはPayPal、Skrillを利用し、US$で購入する。簡単かつ即座に多額のL$を手にすることができる。

LindeX でユーザから購入
LindeXとは、L$をUS$に換金したいユーザーとUS$でL$を購入したいユーザー同士が互いに売買を行うシステム。リンデンラボによって運営されている。ユーザーは、希望する金額とレートを LindeX に提示して購入する。

換金業を営むユーザから購入
かつて独自の手数料・為替レートで L$ を販売する業者が各種存在した。業者によっては日本円やユーロでの購入にも対応する。クレジットカード等の登録が必要なく、銀行振り込みやコンビニでも買えるネットマネーなどに対応できる業者も多い。しかし、リンデンラボの関わっていない非公式なシステムなので、問題が起こった場合は自己責任となる。
オークションで購入
L$はオークション等でも売られている。これも非公式な購入方法のため、自己責任となる。

商品販売
ユーザーがクリエイターとして商品を生み出し、それを他のユーザーに売って収入を得る。商品となるものは服、家具、建物、武器など様々なものが存在する。

店舗運営
ユーザーが、居心地の良い場所や会話を他のユーザーに提供することで、収入を得る。催し物の企画・運営、音楽の配信などの技能を使って、イベントを行っていく場合も多い。

不動産運用
メインランドやプライベートアイランドを購入し、道路・景観などを整備することで付加価値をつけ、それを一般ユーザが購入しやすい単位に区分して販売またはレンタルを行うことで利益を上げる。またショッピングモールを建設および運営してテナントを誘致し、レンタル料を利益とすることもできる。ユーザーが他人からレンタルした土地で販売スペース等のレンタルを行うケースもある。
アルバイト
他のユーザー（依頼主）から依頼された仕事をこなし、その対価として依頼主からL$をもらう。仕事内容や報酬額は非常に幅がある。SIMの外観を整えるビルダー（建築）やクリエイターの延長といったものが多い。

資産運用
ある程度の資金があれば、資産運用で収入を得ることも可能となる。手段としては株取引などがある。
キャンプ
店舗などに一定時間サクラとして滞在することでいくらかの対価(L$)が得られる仕事のこと。
2009年11月のひと月で何らかの収入を得たユーザーは 66815 人いた。米ドルに換算した内訳は以下のとおりである。
| 収入額               | 人数  |
| -------------------- | ----- |
| ～ $10 USD           | 37506 |
| $10 ～ $50 USD       | 18306 |
| $50 ～ $100 USD      | 3738  |
| $100 ～ $200 USD     | 2543  |
| $200 ～ $500 USD     | 2476  |
| $500 ～ $1,000 USD   | 1049  |
| $1,000 ～ $2,000 USD | 615   |
| $2,000 ～ $5,000 USD | 371   |
| $5,000 USD ～        | 211   |

#### L$ を現金化する方法
LindeX および PayPal を経由
まず LindeX で他ユーザーに L$ を販売する。これで得られた USドル を、あらかじめ開設しておいた PayPal 口座へ送金し、PayPal から銀行口座へ振込することで現金化する。
換金業を営むユーザに L$ を買い取らせる
手数料・レート・通貨は業者により異なる。業者に L$ を渡し、引き換えに指定した銀行口座へ振込させる等の方法で現金化する。
リンデンラボが L$ を買い取ることはない（利用規約の4.4項）。

### 商品販売
ユーザーは自分の持ち物を（譲渡可能な品ならば）任意のユーザーに販売できる。販売行為に資格や追加料金は必要ない。価格・販売量は販売者自身が決定し、リンデンラボはそれらを統制しない。商品の制作者自身が、みずから商店主として施設の確保・プロモーション・接客など店舗運営を一通りこなすというケースが多い。
商品の例としては、アバターが身につけるスキン・髪・衣服・靴・アクセサリ、アバターの仕草をカスタマイズするアニメーション、SL内の住居に設置する家具・植木・家屋そのもの、自動車・飛行機・船などの乗物、武器、楽器、制作素材として使うテクスチャ・サウンド・スクリプト、など様々である。
販売されている商品の多くは有料だが、無料で配布されるフリービー(Freebie)、L$1 程度の格安で販売されるダラービー(Dollarbie)と呼ばれる商品もある。店舗が無料商品を配布する理由としては、客寄せ用として、商品サンプル用として、初心者支援用として、アフターサービスを拒否するため、等がある。

#### 店舗
商店の規模は多様で、SIM 全体を使用した大規模なものから、露天の一角をレンタルしたような小規模なものまで、まちまちである。無人店舗が大多数を占めており、店員が常駐している店はあまりない。

現在は後述のXStreet SLを利用することで、店舗がなくても商品を購入・販売できるようになっている。

#### MarketPlace（旧XStreet SL）
The MarketPlace（旧XStreet SL）は、XStreet SLはリンデンラボが運営する公式オンラインショップ（通販）である。物品の販売を希望するユーザーは、希望すればここに商品を登録し、Web 画面上で販売できる。2009年末時点で約100万点強の商品が登録されている。購入者には、求める商品を検索機能で効率的に探し出せる利点がある。その反面、知的所有権の侵害などに対して厳しく対処しており、ガイドライン違反と認められた商品は削除される。

### 銀行
利息を設定して L$ を預かる銀行は2008年以降セカンドライフ内に存在しない。

### 株取引
株取引は、ユーザーによって運営される各種の証券取引所を通じて行われる。取引の方法は、取引所のウェブサイト上で取引所に預けたL$を利用して行うのが普通である。預金は取引所のATMなどから出し入れできる。株の発行・管理にリンデンラボは関与しない。

## 制作
ユーザーはモデリングツールやアップロードしたファイルで様々な品物を制作できる。制作行為に資格や追加料金は必要ない。（アップロード代は除く。）

### メタデータ

#### オブジェクト
3D形状のモデルの事で、形状を確認出来る状態で設置されたすべての3Dモデルの総称となる。所有権の設定や値段をつけることができる。
オブジェクトの構成数単位をプリムと呼び、オブジェクトを3Dモデルとして設置する場所には、そのオブジェクトのプリム数以上の空きが必要となる。オブジェクトは、ビューアに内蔵されたオリジナルの 3D モデリングツール、または外部ツールで作成する。
直方体、球などの基本的な形状をベースとして、切断する、歪ませる、ねじるなど一定の規則内でさまざまな変形が可能。透明度、色、物理透過、光源といったマテリアルを設定することも出来る。
外部3次元CADソフトウェアなどの複雑なオブジェクトデータをセカンドライフにインポートする方法も備えられている。
三次元座標情報をビットマップのRGBに変換することで「スカルプテッドプリム」と呼ばれる複雑な形状のオブジェクトを作ることができる。また、2011年から利用可能となったメッシュ・インポートの機能がある。これはCOLLADAフォーマットの3Dデータをインポートするものである。

#### テクスチャ
プリム表面への貼り付けなどに用いる平面画像。Photoshop・GIMP 等の画像処理ソフトを用い、BMP・JPG・TGA ファイルとしてあらかじめ作成し、1ファイルにつきL$10支払ってアップロードする。
用途には以下のようなものがある。
- オブジェクトの表面に貼り付けて、物体の質感表現に用いる。
- 衣服に適用して、布地の表現に用いる。(公式サイトなどで衣服を作るためのテンプレートが配布されている)
- アバターのスキンとして、肌の表現に用いる。
- 単純に画像ファイルとして、商品の説明図などに用いる。
- スカルプテッドプリムの形状定義に用いる。

オブジェクト表面には、このテクスチャのほか、細かい凹凸を表現するnormal map（法線マップ）及び光沢を表現するspecular map（反射鏡マップ）を貼り付けることができる。

#### アニメーション
踊りや感情表現といった、アバターの身振りの定義。QAvimator 等の人体アニメーション作成ソフト・Blender等の3Dモデリングソフトを用い、BVHファイルとしてあらかじめ作成しアップロードする。

#### サウンド
アバターやオブジェクトが発する音声。Windows 付属のサウンドレコーダ等の音声処理ソフトを用い、WAVファイルとしてあらかじめ作成しアップロードする。

#### スクリプト
様々なオブジェクトの外観や位置を変更するように命令を与えたり、一定の制限内で外部との通信を行なうプログラム。これによって、自動ドアやエスカレーターや各種乗り物からゲーム機や魔法のアイテムまで、さまざまな動的コンテンツが実現できる。ビューアに内蔵されたエディタでソースコードを入力・コンパイルする。
専用のスクリプト言語Linden Scripting Language(LSL)を用いる。C言語を簡素化した文法をベースにしたイベント駆動型プログラミング言語である。オブジェクトの中に入れることによって動作する。

### パーミション
オブジェクト,テクスチャなどには所有者の権限として「Modify（変更）」「Copy(コピー)」「Transfer（譲渡）」という三つの設定項目がある。作者は「次のオーナーが実行できる操作」としてそれぞれを設定して販売・譲渡することができる。譲渡された側はその設定された権限によって操作が制限される。この権限のシステムにより商品の流通を制御することができ、無秩序な転売行為が抑えられる。

### 共同制作
コンテンツ制作などでは共同作業するケースも多い（例えば楽器を制作する際、音楽家が演奏の音声ファイルを、プログラマが再生用スクリプトを、3D制作者が精巧なバイオリンのオブジェクトを、という具合に分担する）。

### 知的所有権の扱い

#### 著作権
ユーザーは セカンドライフ内で制作したコンテンツの著作権を持つことができる（利用規約の2.3項）。セカンドライフ内における著作権侵害は DMCA に則った解決が図られる（利用規約の7.1項）。
ユーザーの著作権は、システムに実装されたパーミションによって保護される。

#### 商標権、商品デザインなど
リンデンラボはそのガイドラインで、セカンドライフで商標権や著名人のパブリシティ権を侵害しないよう、また特定の商品デザインの模倣を慎むよう促している。
リンデンラボは2009年8月11日に Xstreet SL への掲載に関するガイドラインを改訂し、商標権の無断使用等、ガイドラインに従わない掲載やコンテンツは Xstreet SL から削除するとした。

## 土地
陸地・海を問わず、土地には所有者が設定される。所有者はその土地に関するアクセス制御や行動制限の設定を行なえる。一部の公用地を除いて、大半の土地はユーザーが所有している。ユーザー所有の土地の中にも、限りなく公共に近い土地がある。

### 土地の単位
土地はsqm（平方メートル）で数える。
単一の所有者によって所有される「パーセル」が土地の最小単位になる。パーセルの面積は最小が 16sqm、最大が 65,536sqm となる。パーセルは分割・結合が可能である。
256m×256m(65,536sqm)の最大分割区画を「リージョン」あるいは SIM と呼ぶ。リージョンはパフォーマンスや料金に応じて「フルリージョン」「ホームステッド」「オープンスペース」の三種があり、後者ほどグレードが落ちる。
エステートの集合である世界全体を「グリッド」と呼ぶ。グリッドは、殆どのユーザが標準でアクセスする「メイングリッド」、開発テスト用に運用されている「ベータグリッド」がある。

#### メインランド
最大のエステートであり、いくつかの大陸に分かれている。メインランドの土地はプレミアムアカウントのユーザだけが所有できる。リンデンラボによるsqm単位もしくはSIM単位のオークションで、または他ユーザーが販売しているものから購入する。1024sqm 以下の所有ならば維持費は発生しない。(2018年3月改定）アカウントが削除、あるいは土地の所有権が消滅した場合、その土地の所有権はいったんリンデンラボに移される。

#### プライベートアイランド
ユーザーがリンデンラボからSIM単位で購入し、管理する。プライベートリージョンとも呼ばれる。ユーザ自身が SIM 単位で各種設定を変更できる。自分のSIMあるいは所有者が異なるSIMでも所有者同士の合意があれば、SIM同士をつなぐことができる。2018年10月時点での購入・維持費用は以下のとおりである。初期費用は大幅に値下げされている。なお、ホームステッドとオープンスペースは、フルリージョンのSIMを1つ以上持っていなければ購入できない。
| 種別             | 最大プリム数  | 初期費用 (US$)         | 維持費 (US$/月) |
| ---------------- | ------------- | ---------------------- | --------------- |
| フルリージョン   | 15000 → 22500 | 1000 → 600 → 349       | 295 → 249       |
| ホームステッド   | 3750 → 5000   | 375 → 225 → 149        | 125 → 109       |
| オープンスペース | 750 → 1000    | 250 → 150 → 新規は廃止 | 75 → 60         |

（教育機関・非営利目的向けの割引制度あり）

### 土地の取得方法
メインランドで購入するか、プライベートアイランドのレンタル地を借りるのが一般的である。メインランドの購入はプレミアムアカウントのユーザだけが行なえる。プライベートアイランド賃貸は土地の所有者に対してレンタル料を払い、（賃貸条件にもよるが）アカウントの種類は問わない。大概の場合、料金が発生することには変わりない。

### 特殊な土地

#### サンドボックス
全てのユーザーに解放された公共に近い土地であり、ルール内で自由に使用できる。持ち物整理やオブジェクト制作の作業場として一般に使われる。

#### ウェルカムエリア
始めて間もないユーザーが操作に習熟できるよう、ミニゲームなどが用意されている場所。リンデンラボのほか、企業や一般ユーザーによって運営されているものが各種ある。人が集中して負荷が高くなっているケースが多い。2008年までは、アカウント登録後リンデンラボ公式のウェルカムエリア (Orientation Island) に必ず移動するようになっていた。

#### ファーストランド
2007年2月までプレミアムアカウントのユーザーが利用できた制度。プレミアムアカウントに変更した後で（サイズに関わらず）土地を購入していない場合のみ、一度だけメインランドの土地 512sqm を L$512 で購入する権利が与えられた。土地の所有を奨励するため行われていたが、運営側の望まない形での利用（転売・買占め）が横行したため廃止された。

#### リンデンホーム
ファーストランドの失敗を踏まえ、土地の転売などができないようにした上で、プレミアムアカウントのユーザーに家付きの土地を無料で提供する仕組み。専用の大陸が造成され、テーマに応じた数種類の住宅からユーザーが選択する形で提供される。

### レーティング区分
ユーザーの属性に応じたコンテンツフィルタリングを可能にするため、レーティングというシステムが用意されている。
レーティングは「General」「Moderate」「Adult」のいずれかがリージョン (SIM) 単位で設定される。前者ほどコンテンツの制約が多い。ユーザーはビューアにレーティングを設定することで、検索結果や立ち入り可能な土地を制限・拡張できる。

#### General
健全なコンテンツのみを表現できる場所。暴力・セックス・ヌード・ドラッグといった表現はもちろんのこと、飲酒・喫煙なども禁じられている。一般企業の会議の場や教育機関の利用に適している。
2010年3月までは「PG」(Parental Guidance) と呼ばれていた。

#### Moderate
比較的自由度の高い場所。写実的な裸の映像・暴力（過度の流血表現）・BDSM・エスコート（売春）施設は禁じられているが、ストリップクラブやヌーディストビーチまで許されており、アダルトな家具や露出の著しく多い衣装などの物品の販売も許されている。主にバー・クラブ・戦闘エリアなどで利用される。
2010年3月までは「Mature」と呼ばれていた。

#### Adult
アダルトコンテンツをメインランドから排除するために、2009年6月に新設されたリージョン（区分け）。その際、Adultに当たるコンテンツをメインランドに置いていた土地オーナーには、Adultエリアを一つにまとめた大陸「Zindra」へ同等の土地に無料交換するなどの便宜がはかられた。
幼児ポルノとギャンブルを除けば全ての表現が許されているので、写実的な裸の映像・暴力（過度の流血表現）・BDSMなどの過激なコンテンツが存在し、エスコートクラブ（売春宿）などの施設もある。
アダルトリージョンに選択された地域に立ち入るには自己申告の年齢登録により、アダルト地域に立ち入ることができる。

### 18歳未満の扱いとTeen Second Life
13歳以上、18歳未満の未成年者は、2014年8月現在、親権者または後見人が規約を通読し、これに同意することによって、Generalエリアのみに立ち入ることができる（利用規約の3.1項及び3.2項、2014年8月現在）。ただし、2014年10月現在、セカンドライフのサインインでは16歳以上でないと手続きが進まない。
13-17歳の未成年者はすべて、親権者の同意のもと、Generalエリア全体にアクセス可能となっている。

### SLurl
セカンドライフ内の位置情報（リージョン名、東西、南北、高度）は SLurl という形式で記述される。（例: http://slurl.com/secondlife/Miramare/8/23/26）
SLurl.comというサイトではセカンドライフ内にある特定の場所へのURLを作成することができ、これを利用すればウェブサイト上のリンクから特定の場所にテレポートさせることができる。SLurl自体は、セカンドライフにログインしたあとでマップを表示するウィンドウから出力することもできる。

## 歴史
- 2002年10月30日：ベータプログラムのアナウンスが行われる[40]。
- 2003年4月28日：オープンベータテストが開始される[41]。
- 2003年6月23日：リンデンラボより正式公開される[42]。
- 2003年12月22日：土地のオークション、Macintosh Viewer、7日間のフリートライアルオプションの追加[43]。
- 2005年10月3日：LindeXによる、仮想通貨と現実通貨の両替を実施[44]。
- 2007年1月8日：SecondLife Viewerのオープンソース化[45]。
- 2007年2月27日：3D Voice機能の告知[46]。
- 2007年5月21日：アメリカのWindward Mark Interactive社のCGレンダリングクライアントソフト「WindLight」の買収、オープンソース化の上SecondLife Viewerに統合[47][48]。
- 2007年7月20日：Windows Vistaがセカンドライフの動作環境に実装[49]。
- 2007年8月29日：個人認証システムの実装[50]
- 2009年1月20日：ユーザー運営だった Xstreet SL (および OnRez) を買収し公式サービス化[51]
- 2009年6月15日：アダルト専門エリア Zindra 正式オープン[52]
- 2010年2月17日：プレミア会員に対するリンデンホームの提供が始まる。
- 2010年6月：物理エンジンがHavok 4からHavok 7に変更される。[53]（2014年現在はHavok 2011.2）
- 2010年9月28日：Teen GridがMain Gridに統合される。
- 2010年12月：リンデン社が非営利シムの維持費の半額割引を廃止。これによって非営利シム・大学シムの廃止やOpenSimulatorへの流出が続出する。
- 2011年6月14日：SLビュワーに改良された検索機能と、複数の光源処理と太陽・月による影が実装される。
- 2011年8月23日：グリッド全体でメッシュ技術が使用可能となり、COLLADAフォーマットの3Dデータのアップロードが可能となる（プレミア会員のみ）。これを契機として、セカンドライフ内の商品、衣服、アバター、建物、景観のクオリティー向上が急速に進み始める。
- 2011年10月14日：最後の四半期経済指標の発表。
- 2011年11月：Linden Realmsが始まる。
- 2013年5月31日：通常のテキスチャのほか、normal map（法線マップ）及びspecular map（反射鏡マップ）が実装される（Project Materials）。[54]
- 2013年6月20日：セカンドライフ10周年データを公表（月1回以上アクセスするユーザーが100万人以上、1日の取引額が120万ドル）[5]
- 2013年7月24日：非営利・教育プライベートアイランドに対する半額割引の復活[55]
- 2013年8月19日：グリッド全体でアバターローディングの高速化（Project Sunshine）[56]
- 2013年11月20日：それまでのRig Meshに代わり、アバターの体形変化に追従可能なFitted Mesh（Liquid Mesh技術）が実装される。[57]
- 2014年3月5日：Android端末用のビュワーSL Goが登場し、高解像度な世界をモバイルで楽しめるようになる。[58]
- 2014年5月6日：グリッド全域でリージョン・ローディングが高速化（Project Interesting）。[59]
- 2014年5月21日：ヘッドマウントディスプレイOculus Rift対応ビュワーが登場する。[60]
- 2014年6月16日：アバター及びリージョンの読込み速度の改善、スムーズなリージョン横断、全般的なルーターの安定性向上を目的とするProject Shiningが完了。[59]
- 2014年10月24日：これまでGPUテーブルに載っていないグラフィックボードについてはグラフィック設定が最適化されなかったが、GPUテーブルを廃止し、初回起動時にグラフィック性能を計測してグラフィック性能を最適化するようになった（Project Benchmark Channel）。[61]
- 2014年10月29日：CDN（コンテンツデリバリーネットワーク）配信が全リージョンに導入され、米国内にあるアセットサーバーのテキスチャーとメッシュデータが東京にもあるCDNサーバーから配信されるようになった。[62]
- 2014年10月30日：HTTPパイプラインが公式ビュワーに実装され、これまでビュワーとサーバーの間でアセットの要求と返信がひとつずつ行われていたのが複数まとめて行われるようになった。[63]
- 2022年1月13日：Second Lifeの創設者Philip Rosedaleが戦略アドバイザーとして帰ってくる
- 2022年3月4日：リンデンホーム「Newbrooke Homes」が開放される
- 2022年5月17日：リンデンホーム「sakura Homes」が開放される
- 2022年6月23日：有料会員の種類に「プレミアムプラス」が追加される。

### アカウント数
- 100万 - 2006年10月19日
- 200万 - 2006年12月18日
- 300万 - 2007年1月28日
- 400万 - 2007年2月25日
- 500万 - 2007年3月28日
- 600万 - 2007年5月2日
- 700万 - 2007年6月6日
- 800万 - 2007年7月12日
- 900万 - 2007年8月22日
- 1000万 - 2007年10月12日
- 1100万 - 2007年11月19日
- 1200万 - 2008年1月18日
- 1300万 - 2008年3月27日
- 1400万 - 2008年6月16日
- 1500万 - 2008年9月6日
- 1600万 - 2008年11月19日

### 日本における2007年のブームから2014年までの状況
- 2007年初頭より経済紙などでセカンドライフに関する報道が活発化。3D仮想世界という目新しさに広報メディアとしての価値を見出した企業が3月頃より参入を始める[64][65]。
- 同時期、報道によるパブリシティ効果[66]、特に電通が積極的なプロモーションを行ったことも影響し[64][67]、夏頃にかけてメディア露出が過熱した[68]。
- 以後約半年、ユーザー体験よりも、主に宣伝媒体としてのビジネス活用、リアルマネートレード、土地運用などによる一攫千金などの話題が中心となり、PCやネットワークに興味のないユーザーまで巻き込むブームへと発展する。
- 2007年末頃、各種メディアにおいて、セカンドライフが広く定着する事はあり得ないと総括されるに至る[69][70]。
- 2008年以降、マーケティングの効果を上げられなくなった参入企業の撤退が相次ぎ、不況の影響もあって2009年3月頃までには殆どが撤退した[71]。
- 2009年2月、電通撤退。
- 2010年4月1日、企業の参入コンサルティング事業を手がけていた株式会社マグスルもセカンドライフ事業から撤退[72]。

## 技術

### サーバー
リージョンシミュレータ（Region Simulator）とアセットサーバー（Asset Server）の二種に大別される。
リージョンシミュレータ
SIM上の土地やオブジェクトの属性、アバターやオブジェクトの動作などを管理する。マルチコアのDebian Linuxサーバを用い、基本的に 1 コアにつき 1 SIM を維持するサーバソフトウェアが動作する。
物理エンジンには Havokが使われていてHavok1、Havok2、Havok4、Havok7、Havok2011.2と更新、2024年6月現在Havok2012.1を使用している。
Linden Script Language (LSL) のスクリプトエンジンにはMonoが使われている。
アセットサーバー
ユーザーの所持金、各々UUIDが割り振られた所持品などを集中管理する。
オープンソース化構想
リンデンラボは既にオープンソース化されていたクライアント側ビューアに加えサーバー側も2010年までにオープンソース化すると公言していた。

### クライアント
正式には「ビューア」と呼ばれる。ユーザーのパソコンにインストールして使用する。ビューアは多国語対応になっており、設定できる言語は英語、デンマーク語、ドイツ語、スペイン語、フランス語、イタリア語、ハンガリー語、ドイツ語、ポーランド語、ポルトガル語、ロシア語、トルコ語、ウクライナ語、中国語（簡体字）、日本語、韓国語。これらをビューアの環境設定で切り替えて使用する。3D グラフィック処理には OpenGL が使われている。
ビューアのソースコードはオープンソース化されており、公式ビューア以外にも様々な派生ビューアが存在する。
他に、サーバーとの通信に関する API を提供する libopenmetaverse (かつての libsecondlife) というライブラリがリンデンラボから独立したプロジェクトとして提供されており、それを使った互換ビューアも存在する。

### ファイヤーウォールとフィルタリング
ファイヤーウォール内からセカンドライフにアクセスするためには、「Second Life にアクセスするための企業内ファイアウォールの設定方法」に基づき、ネットワーク管理者の協力を得ていくつものポートをオープンにする等の対策を講じる必要がある。
これとは別に、企業・公的機関内のイントラのフィルタリング機能（有害サイトアクセス制限機能）の問題がある。ドメイン名にsecondlifeの名が付いていたり、サイアンドライフの関連サイトと看做されるだけで、内容に関わらず「ゲーム」に分類されてアクセス制限されており、いちいちネットワーク管理者にブロック解除を依頼しなければならない。

### OpenSimulator
OpenSimulator (OpenSim) は、リンデンラボから独立したプロジェクトとして作成されているオープンソースのサーバーソフトウェアである。BSD ライセンスで配布されている。セカンドライフで使用されるプロトコル (Second Life Protocol) に則り、リンデンラボのサーバー環境をシミュレートし、実際 Second Life ビューアから利用可能である。OpenSimulator 同士の接続は可能だが、リンデンラボのグリッドには接続できない。

## ビジネス・団体活動
SL内では、一般企業によるビジネス向けの活動や、政府機関の大使館を設立するなど、一般の団体が参入していた。また、SLでの活動をメインとする企業も存在した。活動内容は企業によって様々だが、宣伝を兼ねていることが多かった。2012年現在の日本では、個人ユーザーが殆どで、企業や大学の利用は殆どされていない。
- トヨタ自動車は2006年8月、サイオン・xB の Second Life エディションを発表した[80]。日産自動車は2006年10月、セカンドライフ用の仮想アイテムとして制作したセントラの自動販売機をセカンドライフ内に設置した[81]。
- ロイターは2006年10月、セカンドライフ内に支局を開設した[82]。2009年3月に閉鎖した[83]。
- デルコンピュータ社は2006年11月14日、セカンドライフ内でパソコンの購入手続きが行えるようにすると セカンドライフ内の記者会見で発表した[84]。
- IBM は2006年11月、顧客が仮想世界で学んだ事柄を現実世界のビジネス問題に応用できるよう手助けする新事業部門の設立に、今後12か月でおよそ1000万ドルの資金を投じると発表した[85]。2007年1月、Lotusユーザーのための年次イベント Lotusphere 2007 を セカンドライフ内でも開催した[86]。IBM はメイングリッドに接続可能なリージョンシミュレータを（研究開発のため）自社ネットワーク内に持つ数少ない例である[87]。
- クリスチャン・ディオールは2007年2月、セカンドライフ内で新作ジュエリーを先行プレビューした[88]。
- ブックオフは2007年2月、セカンドライフ内で広告配信を開始した[89]。
- Mixiは2007年2月、セカンドライフ内に新卒採用オフィスを開設した[90]。
- ngi group、インプレスホールディングスは2007年6月、セカンドライフ内で株主総会を中継した[91]。
- 慶應義塾大学は2007年7月、セカンドライフ内に仮想キャンパスを開設し、電通と共同研究を行うと発表した[92]。
- ジェットグラフィックス社は2007年7月、クーロンズゲートの世界観を再現したSIMを作成した[93]。
- ディック(株式会社CFJ)は2007年8月、セカンドライフ内で撮影を行ったマシニマを提供した[94]。
- 株式会社コスモ・コミュニケーションズは2007年8月24日、東京工科大学、日本工学院専門学校、デジタルハリウッド大学大学院、ユニバーサルミュージック株式会社（現ユニバーサルミュージック合同会社）の協力で、ファッションイベントとして「SL CREATORS AWARD 2007」を開催した[95]。
- 株式会社ableseedは2007年9月、兼六園を日本の四季を自動で変化させるSIMとして再現した[96]。
- 日本テレビは2007年10月3日～2009年3月26日の間、セカンドライフ内で公開収録した番組「デジタルの根性」を放送した。
- 東京工科大学メディア学部は2010年10月23日、デジタルハリウッド大学の協力で音楽イベントを配信すると発表した[97]。
- TUT MUSIC SUPPORT(TMS)は2010年11月20日、デジタルハリウッド大学大学院の協力で音楽イベント「MUSIC FOR THE FUTURE Vol.2」の配信を行った[98]。

### 大使館
セカンドライフに大使館を設置している国には
エストニア、
モルディブ、
セルビア、
スウェーデン
などがあったが、ブームが過ぎて大部分が閉鎖された。いずれも何らかの行政サービスを提供するものでなく、観光案内や文化紹介を行う施設という性格が強かった。2014年現在、セカンドライフ・ビュワーで
"Embassy"で検索されるのはカナダ大使館とノルウェー大使館だけである。（2023年現在では、全て閉鎖された模様。）

### 教育
2008年ごろまでは、300を超える大学と多くの企業がセカンドライフを教育・研修用に使っていた。
2010年にリンデンラボが非営利シムの維持費の割引制度を廃止して以降、遊休状態だった多くの大学の撤退又はOpenSimulatorへの移転が続き、日本では2014年時点で、首都大学東京、デジタルハリウッド大学院、立命館大学、神田外語大学を除くほとんどの大学が撤退又は存在感を見せなくなった。しかし海外では2013年に非営利機関に対する維持費半額割引制度の復活もあって、2014年現在、約100の大学が活用している。
大学名等は以下の各リストを参照のこと：Second Life Education wiki /Resources, 行き先ガイドのうちEducation & Nonprofits
教育コンテンツとなる博物館又は科学展示については、2014年現在も100以上という数が維持されている。うち体験型博物館で有名なサンフランシスコのエクスプロラトリアムによるExploratorium、非営利法人によるInternational Spaceflight Museum、NASAジェット推進研究所によるExplorer Island、シンガポール国立教育研究所によるField Study Centre at Bowness、同研究所と海洋研究開発機構によるAbyss Observatory（アビス海文台）、ウィーン自然史博物館によるMuseum of Natural History of Vienna、テキサスウェズリアン大学によるGenome Island、米国がん協会によるAnatomica等が教育によく活用されている。
セカンドライフ内の科学展示及び教育コンテンツはこちら：Science Related Places in Second Life、Educational Resources in Second Life

## 現状と問題

### ユーザー環境に関するもの
グラフィック適正化
2014年11月末までの改善の結果、公式ビュワーの初回起動時にユーザーのパソコンのグラフィック機能を計測してグラフィック設定を自動的に最適化されるようになった。
利用方法案内・情報交換
公式サイトにおける行き先ガイド、マーケットプレイスが充実してきており、英語によるユーザーサポートも改善が見られるが、利用規約やSecond Life Wikiの日本語化が行われなくなり、ブーム当時の日本人ユーザー向けサイトも更新されなくなっているため、日本語による公式からの情報はブーム当時に比べて改善したとはいえない。しかし、TwitterをはじめSNSがかつてより普及したことにより、日本人ユーザー同士の活動やコミュニケーションはSNS上でとても盛んに行われている。

### 犯罪
現実通貨への換金は現在非課税で行えるが、これが脱税に利用できてしまうとして問題視されている。これに対し、アメリカの国税局は対策として課税を検討しており、リンデンラボもSLを利用した資金洗浄が発覚した時はアカウント停止などの措置をとっている。

### きまり・禁止事項
セカンドライフでは、コミュニティスタンダードと呼ばれる独自のきまりがある。
主な禁止事項
- 子どもや小さいアバターで性行為禁止[112]
- ガチャの禁止[113]
- ギャンブルや賭け事の禁止[114]